# Schloss Urstein

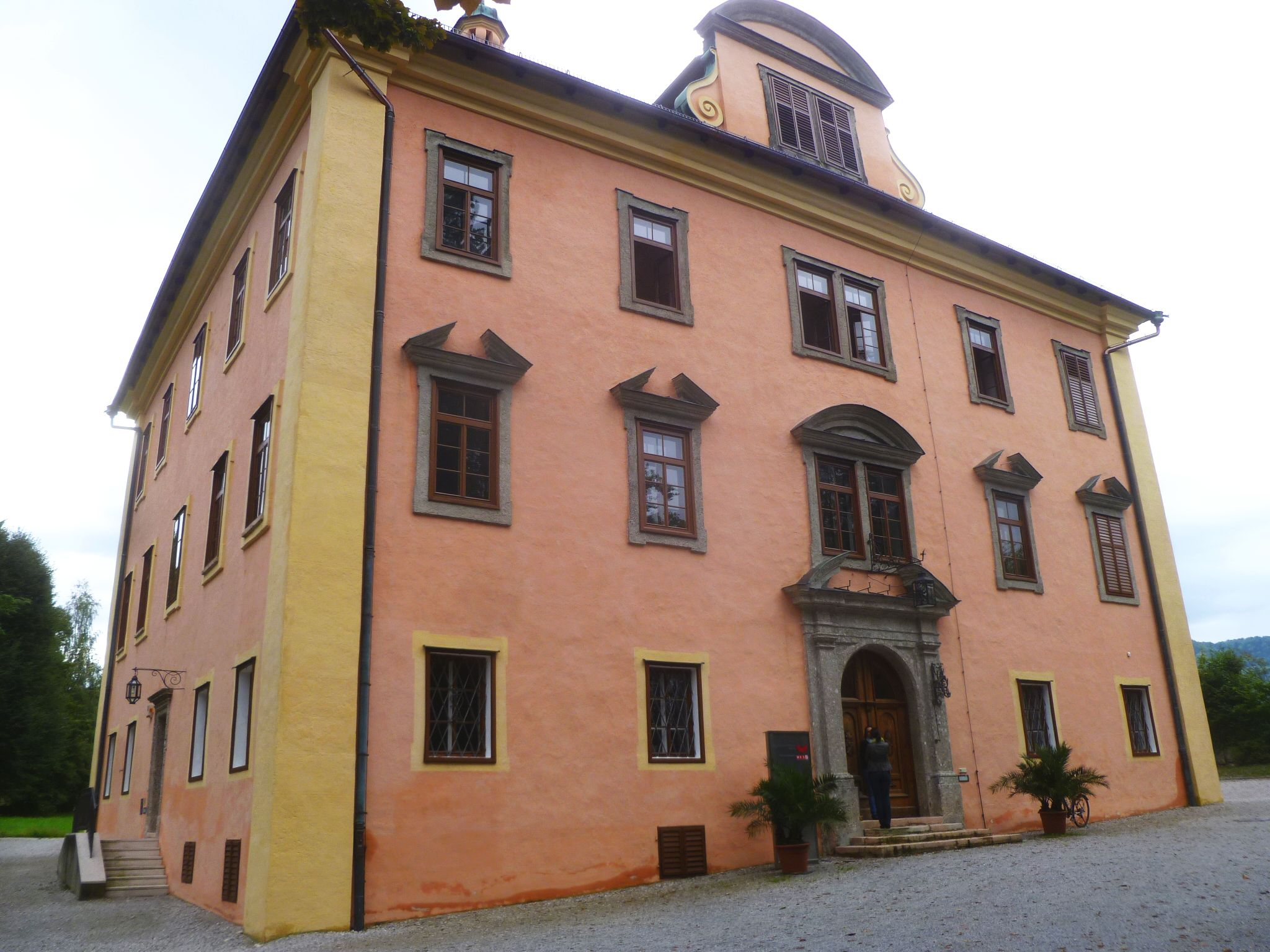
Schloss Urstein (Nordseite)

Schloss Urstein ist ein Schloss im gleichnamigen Weiler der Tennengauer Gemeinde Puch bei Hallein. Das Schloss steht auf einer Felsterrasse mit einem Abbruch zur Salzach hin. Um das Schloss herum sind die früher vorhandenen Gartenanlagen teilweise wiederhergestellt worden.

## Geschichte
Die urkundlich erste Erwähnung von Urstan findet sich im Jahre 1151. Damals übergab Erzbischof Eberhard I. auf Bitten des Pabo von Teisendorf die Manse Urstan den Kanonikern des Salzburger Domkapitels zur eigenen Nutzung. In einer zweiten Ausfertigung der Urkunde ist von dem Gut Ursten die Rede. Dieser Pabo von Teisendorf wurde Geistlicher und übergab trotz Einspruchs seiner Familienmitglieder seine Besitzungen der Salzburger Kirche; seine Verwandten musste er durch Geldzahlungen abfinden. Der erste Besitzer, der sich von Urstein nennt, ist 1461 Leonhard Golser. Urstein wird auch noch in zwei weiteren Urkunden von 1477 und 1478 erwähnt, als Besitzer scheinen Hans von Waldegk bzw. seine Erben auf. Dann gelangte das Gut an Cristan Diether, der sich 1489 und 1498 von Urstain nennt. Urstein erbte in der Folge Rosina Diether (Tochter aus der zweiten Ehe des Cristan mit Elpet Specher; die zweite Tochter Regina, verheiratete Franking, ist aus bezahlt worden), welche das Gut um 1530 in die Ehe mit Paul Altmann († 1558) einbrachte. Auf diesen folgt der Sohn Felix Altmann, verheiratet mit Anna Fröschlmoser. Auf diesen kamen seine Kinder Paul und Rosina nach. Pauls Tochter Eva aus der Ehe mit Margaretha Maierhoferin heiratete Veit Matthias Spindler von Hofegg. Dieser war in zweiter Ehe mit Elisabeth Gienger von Wolfsegg verehelicht. Die Tochter Maria Clara aus dieser Ehe heiratete 1633 Franz Dückher von Haslau. Diese durch den Deutschen Orden mit dem Baltikum historisch verbundene Familie besaß das Schloss bis zum Jahr 1837. Unter Franz Dükher von Haslau wurde das Schloss als typischer Salzburger Gewerkensitz mit vier Ecktürmen umgebaut.
In seiner heutigen Form entstand das Schloss in den Jahren 1689 bis 1691 unter Alfons von Haslau. Weitere Besitzer waren Johann Ernst Adeodat († 1751), Josef Franz († 1798), dessen Vetter Gualbert († 1822) und letztlich Karl Dismas Dückher von Haslau, Urstein und Winkl. 1837 wurden die Herrschaften Urstein und Winkl an Anselm Freiherr von Imhof verkauft, der 1852 durch die Allodialisierung eine Entschädigung für den Herrschaftsverlust erhielt. Weitere Besitzer waren Graf Filipp Boos Waldeck (1869), Georg Kuhlmann (1883), Lothar Kuhlmann (1924) und zuletzt Paula Kuhlmann (1959). 
Heutiger Eigentümer ist die Akademie Schloss Urstein Privatstiftung, die das Schloss zu einem Seminar- und Bildungszentrum ausbaute.

Schloss Urstein
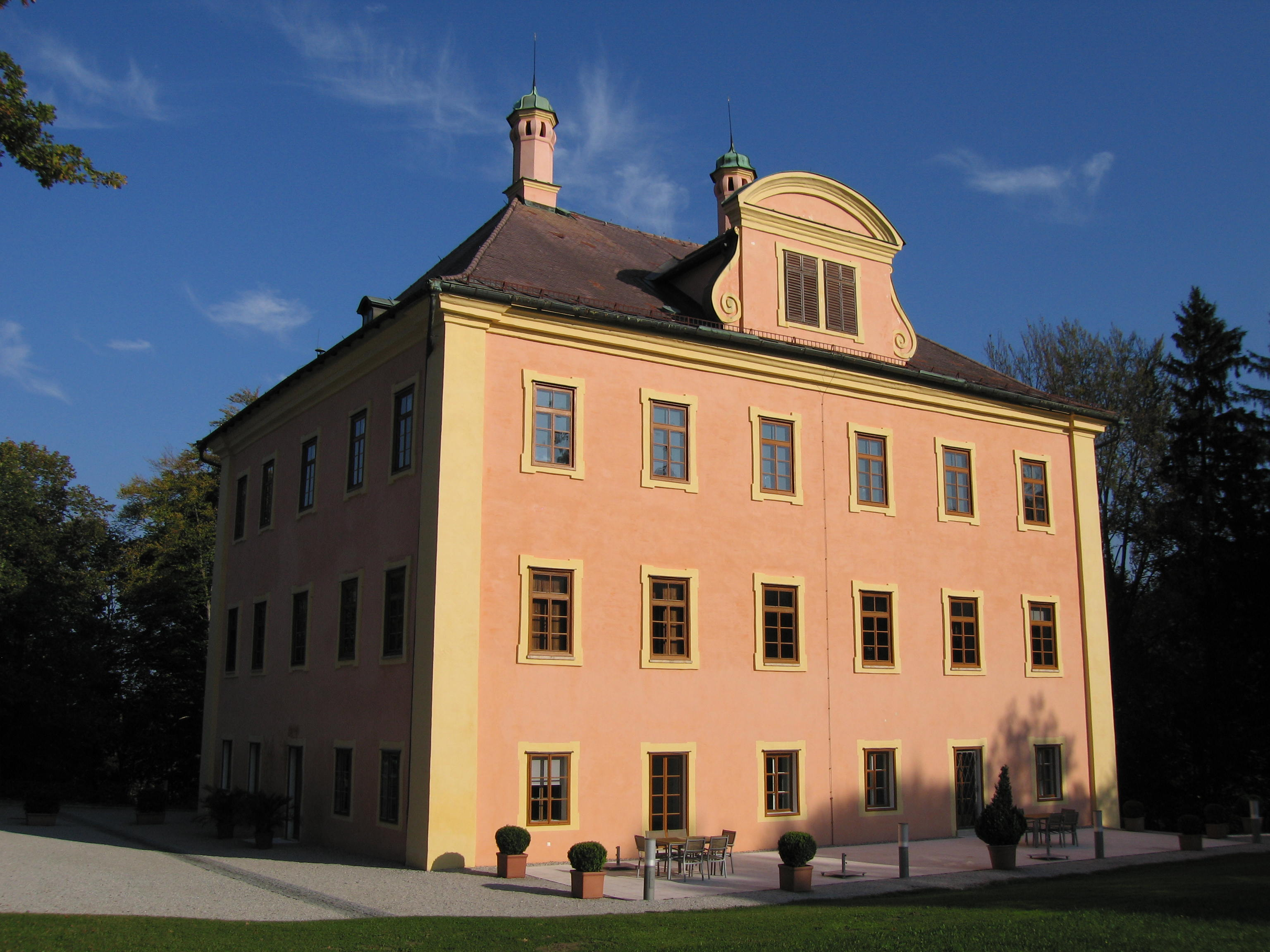
Südansicht
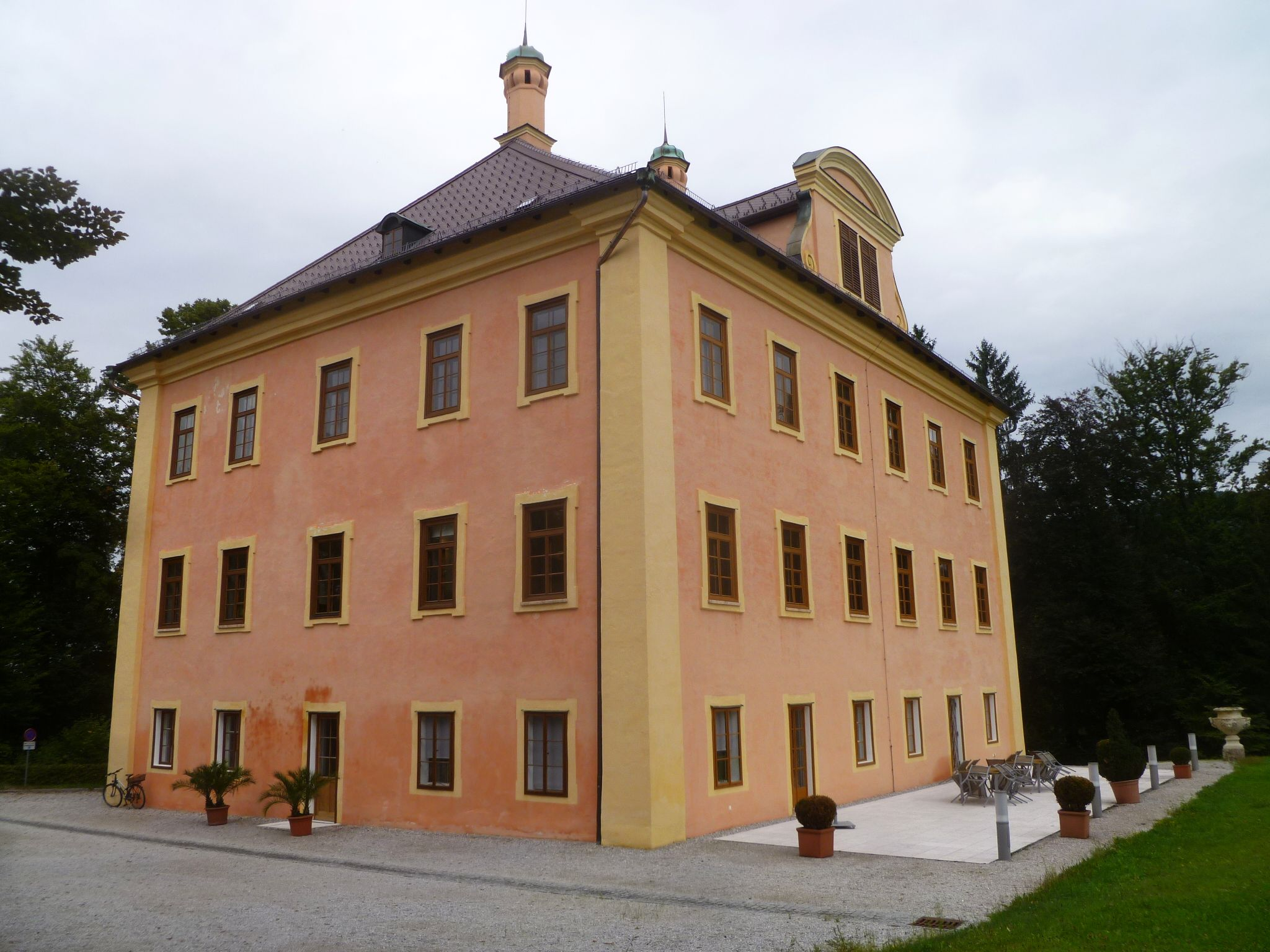
Süd- und Westseite
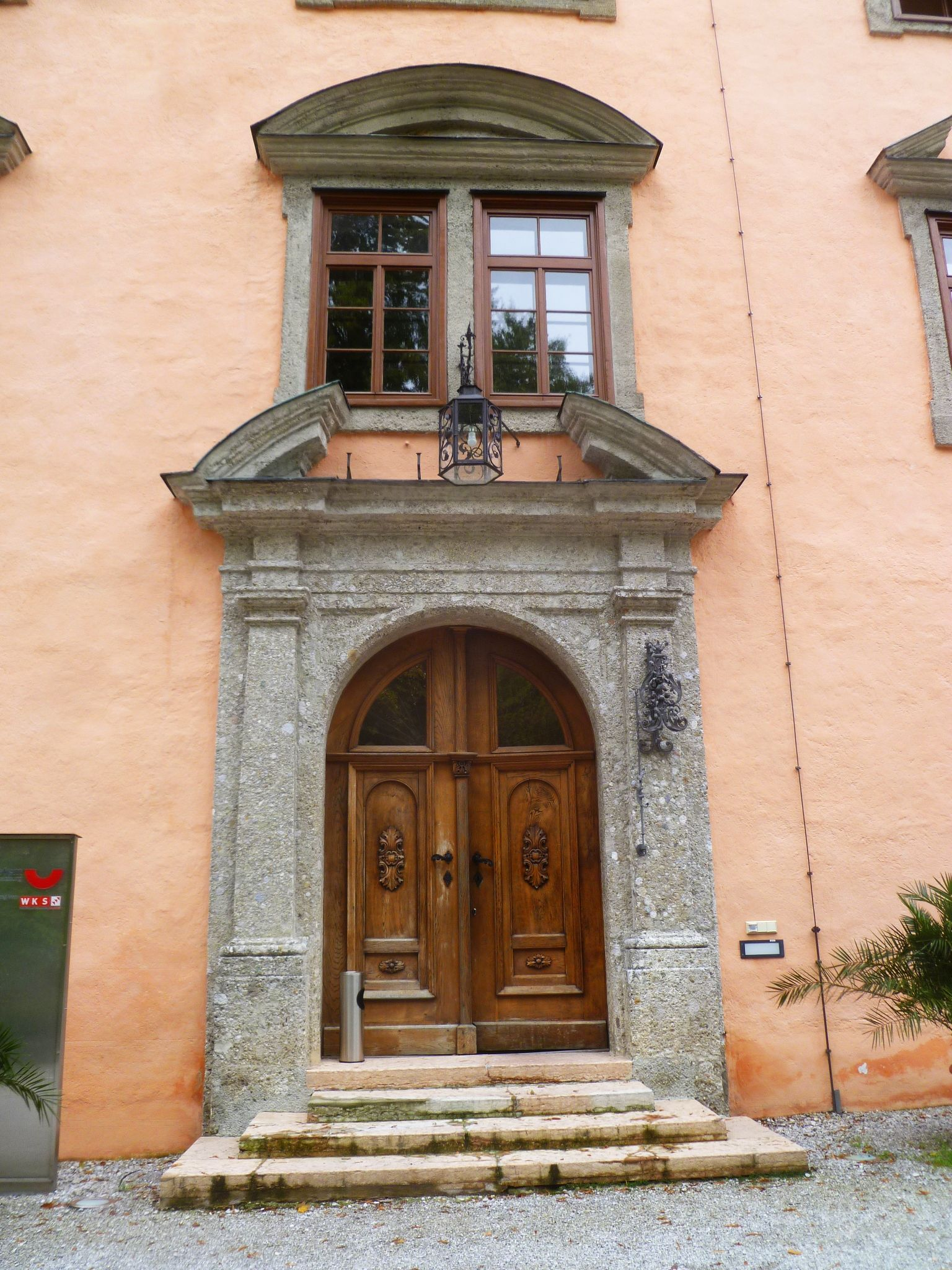
Hauptportal
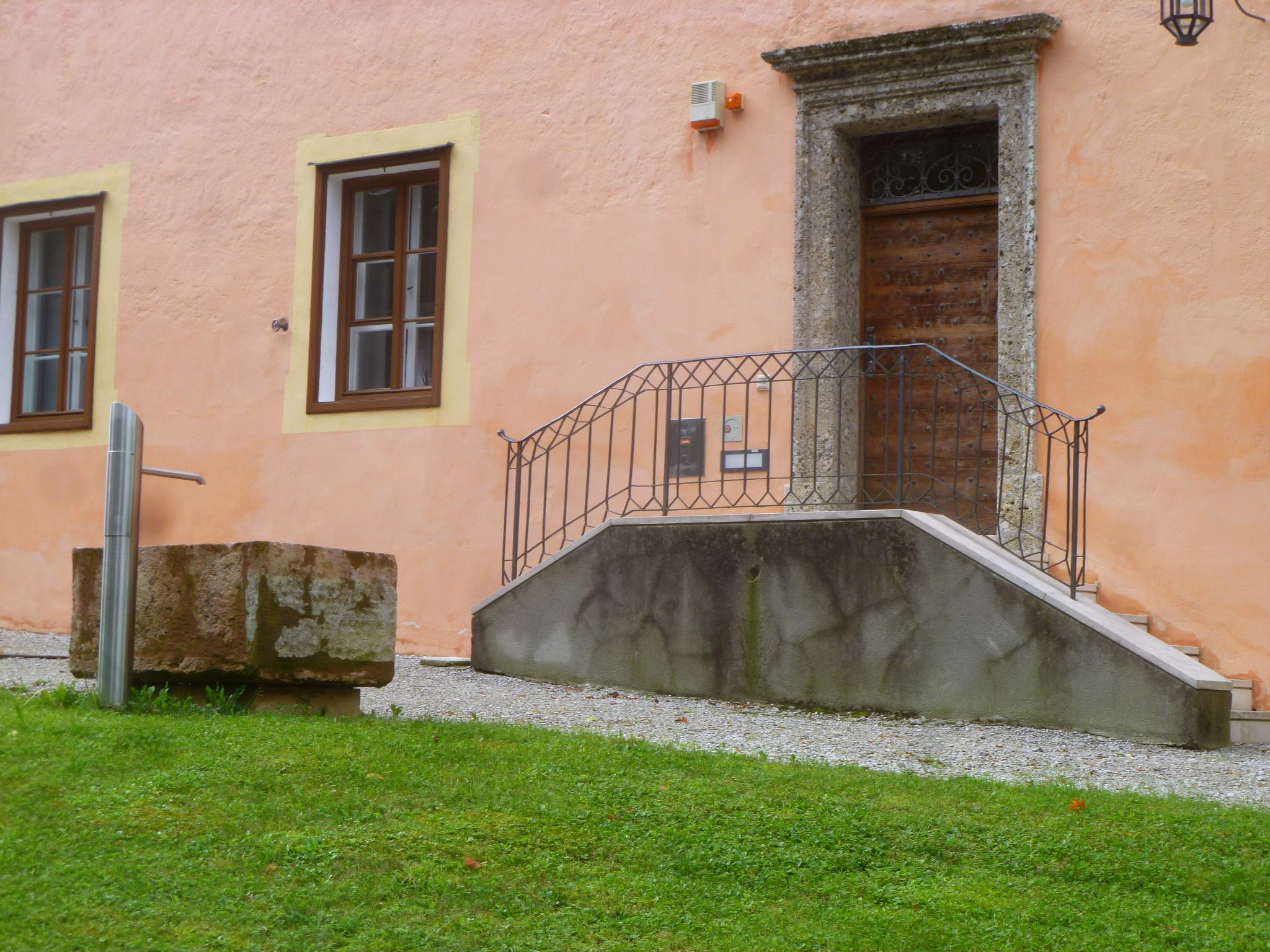
Nebeneingang
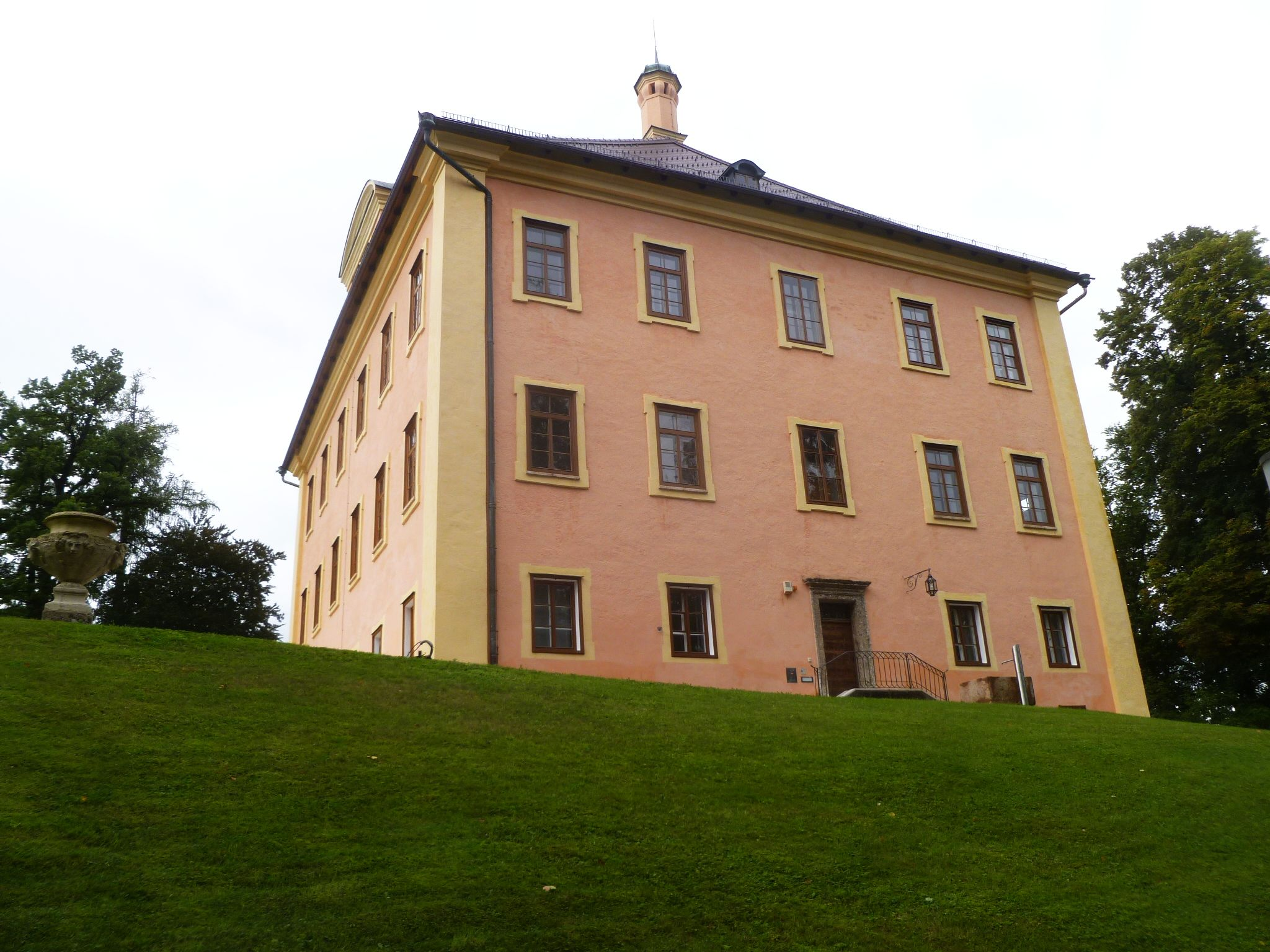
Ostseite mit Gartenamphore

### Baulichkeit
Das Schloss Urstein ist ein rechteckiger Bau mit drei Vollgeschoßen und einer Dachmansarde (zwei Rundgiebel mit einem Doppelfenster mit seitlichen Voluten befinden sich an der Nord- und der Südseite). Gegliedert wird das Gebäude durch sog. Sprenggiebel oberhalb der Fenster sowie vorgekröpfte Lisenen. Das Walmdach wird von zwei achteckigen Kaminköpfen überragt. Das aus Konglomeratgestein gebildete Hauptportal befindet sich auf der Nordseite, das durch ein vorspringendes Gesims sowie durch ein darüber liegendes Doppelfenster mit einem Rundgiebel hervorgehoben ist. An der Ostseite führt eine kleine Freitreppe zum früheren Wirtschaftseingang des Schlosses. Eine Steinvase auf einem Sockel aus dem 18. Jahrhundert erinnert an den früheren Park des Schlosses.
Im Inneren führt ein Mittelflur zu einer Halle im Erdgeschoß. Teilweise sind im Erdgeschoß noch Gewölbe vorhanden; an der südwestlichen Ecke erinnert ein flachgedeckter Raum mit einem einfachen Stuckspiegel an die frühere Schlosskapelle. In den oberen Geschoßen befinden sich teilweise prachtvolle Stuckdecken aus der Entstehungszeit des Schlosses, ebenso originale Türen und Kachelöfen.

## Meierei Urstein
Am Fuße des Schlossberges befindet sich eine Meierei, welche ursprünglich das „alte“ Schloss Urstein bildete. Diese Liegenschaft wurde im 12. Jahrhundert vom Salzburger Erzbischof Eberhard I. dem Salzburger Domkapitel übergeben. 
Im Jahr 2006 wurde die Meierei renoviert und beherbergt nun den Sozialstudiengang der Fachhochschule Salzburg, das Zentrum für Zukunftsstudien der FHS Forschungsgesellschaft und einen Teil der SMBS – University of Salzburg Business School.

Meierei von Schloss Urstein
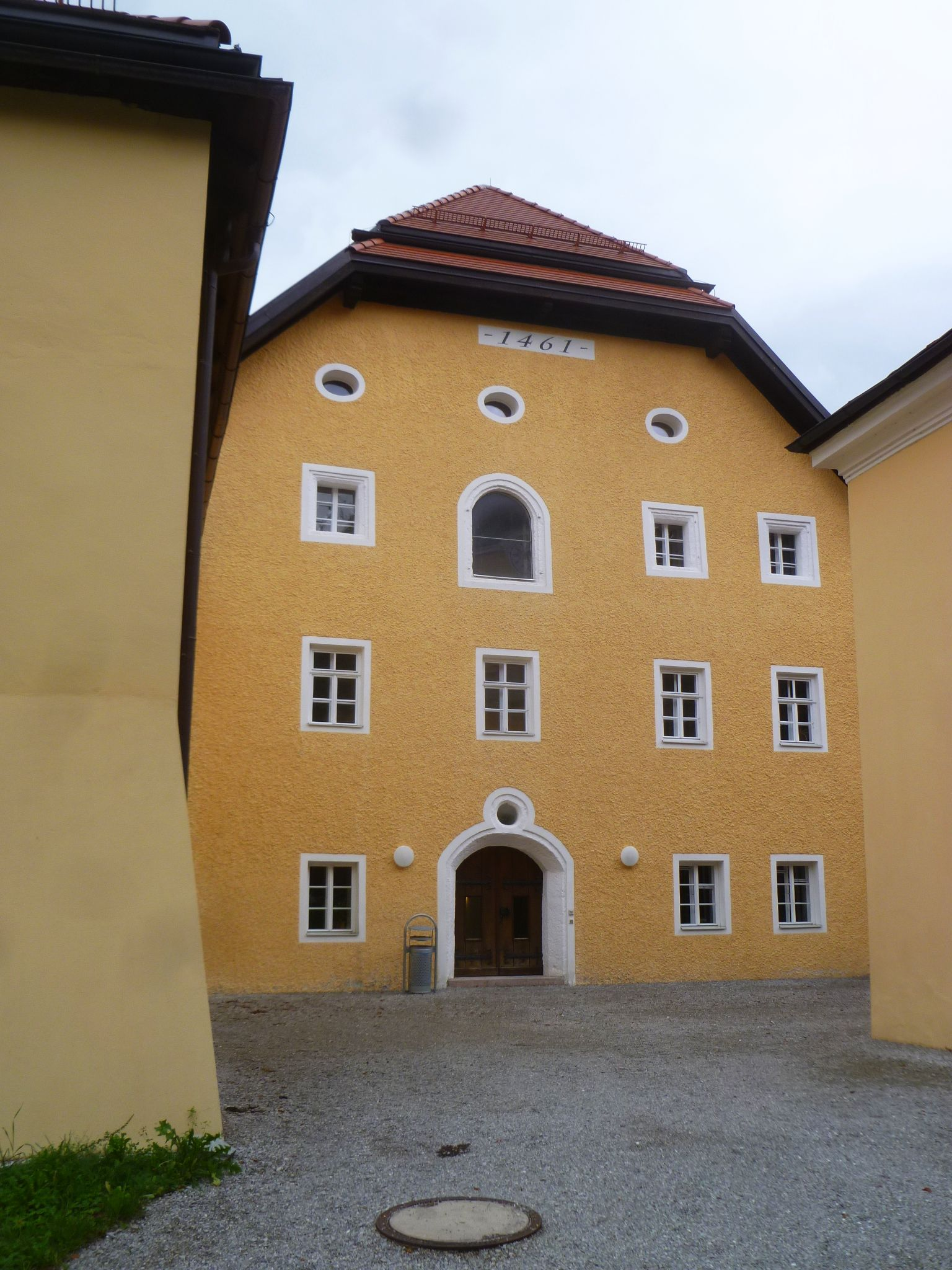
Hauptgebäude
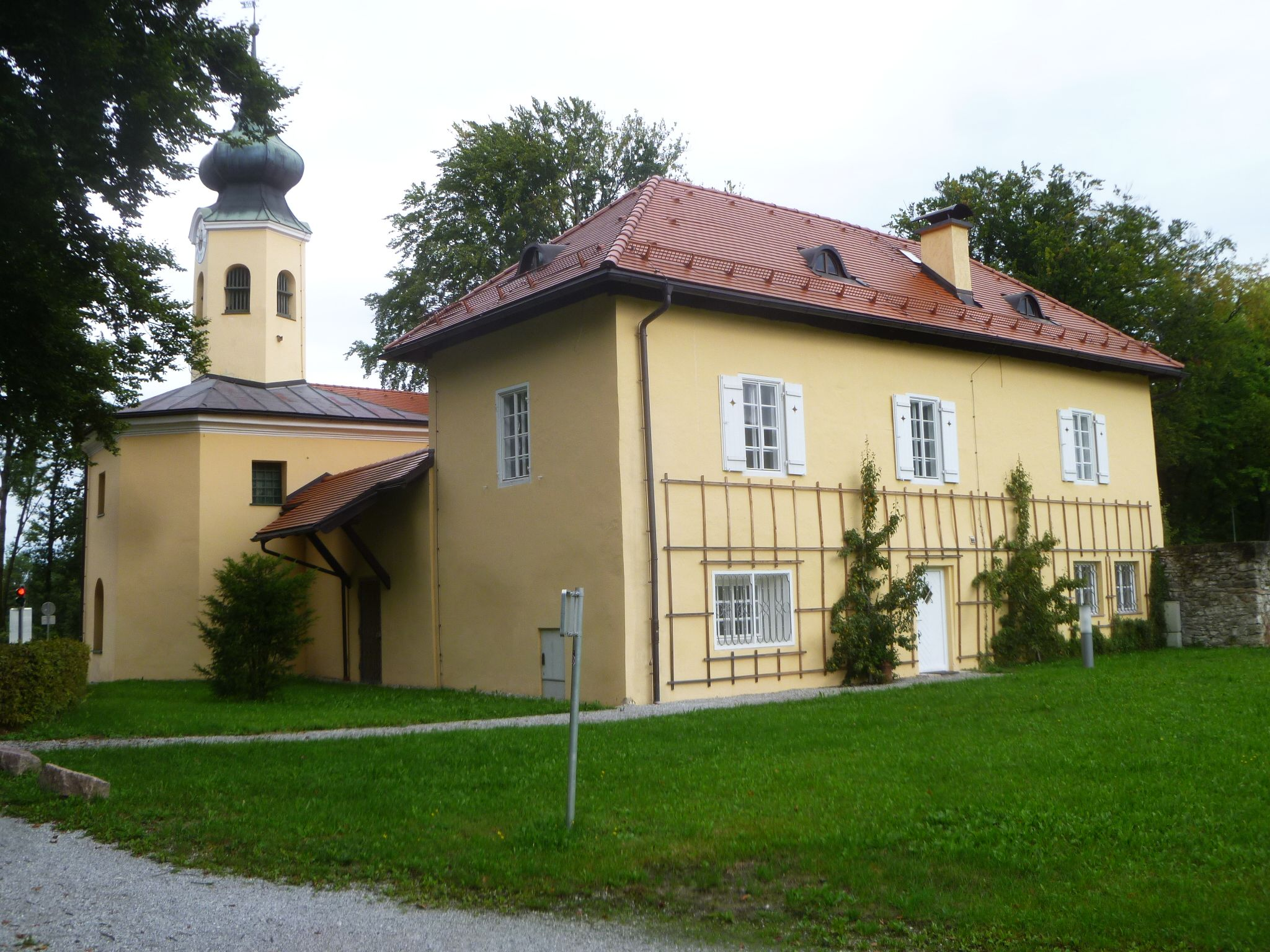
Seitenansicht (Stöckl und Nebengebäude)
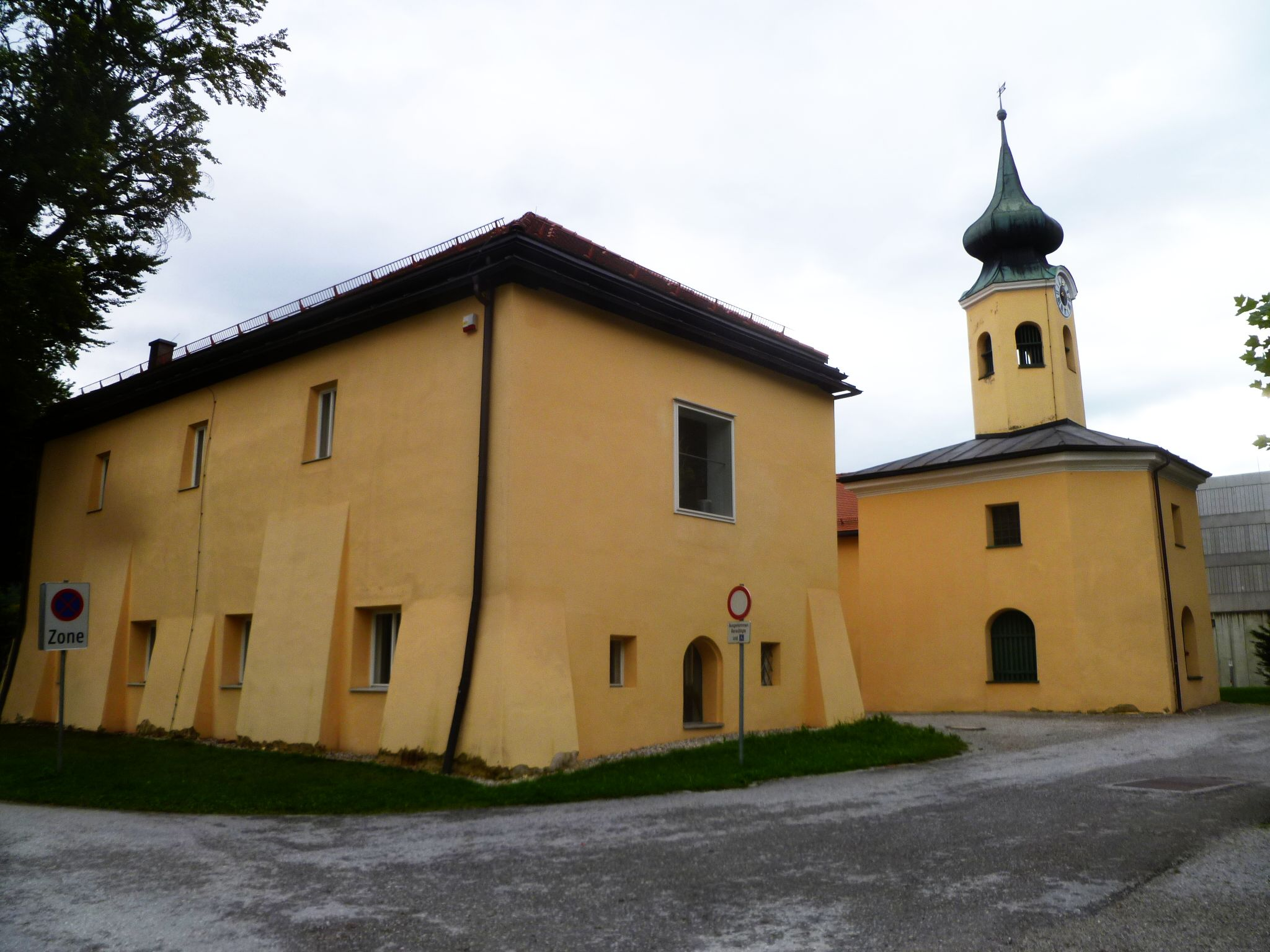
Ehemaliges Stallgebäude
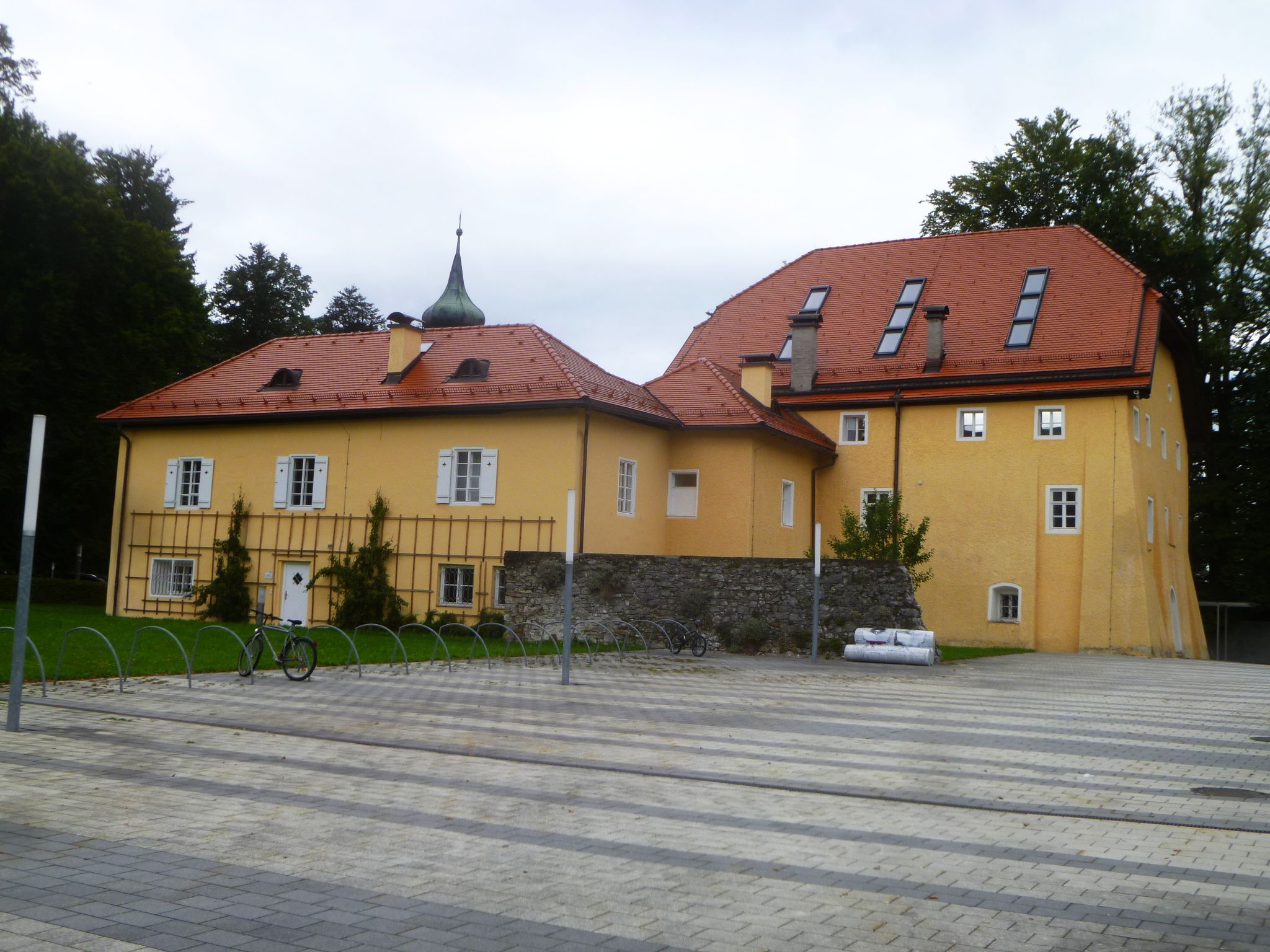
Wohn- und Haupttrakt

### Baulichkeit
Die Meierei besteht aus dem früheren Wohntrakt und einer ehemaligen Stallscheune im Norden, daneben stehen ein Brunnenhaus und das sogenannte Stöckl, das durch einen Verbindungsgang mit dem Haupthaus verbunden ist.
Das Haupthaus besitzt zwei Voll- und zwei Dachgeschoße unter einem steilen Krüppelwalmdach. Im zweiten Obergeschoß befinden sich ovale Luken. Die Giebelfront zeigt ein Putzfeld mit der Jahreszahl 1461. Das Eingangsportal besitzt eine Steinlaibung aus Adneter Marmor, darüber ist eine kreisrunde Oberlichte angebracht. Im Inneren sind Gewölbe mit Stichkappentonnen und gotische Lichtnischen vorhanden. Im Obergeschoß ist der Mittelflur zu einer Halle erweitert. Die ehemaligen Wohnräume sind zum Teil mit Tramdecken bzw. getäfelten Decken aus dem 17. Jahrhundert ausgestattet. 
Der Wohnbau des Stöckls stammt aus frühbarocker Zeit, ist aber zu Beginn des 20. Jahrhunderts weitgehend umgebaut und heute den Zwecken der sich dort befindlichen Fachhochschule angepasst worden. 
Das zweigeschoßige Brunnenhaus bildet den westlichen Hofabschluss mit einer kapellenartigen Ausgestaltung. Das Gebäude wird von einem achteckigen Turmaufsatz für eine Uhr überragt; diese ist ein Werk Johann Benteles von 1785. Die zugemauerten Türöffnungen im Obergeschoß weisen auf die früher vorhandene Möglichkeit hin, hier einen Wehrgang zu bilden, der mit der Hofabschlussmauer das Gebäude zu einem verteidigungsfähigen Bauwerk machte. Zu dem Ensemble gehört noch eine hohe steinerne Einfriedungsmauer. 

## Verkehrsanbindung
In unmittelbarer Nachbarschaft des Schlosses befindet sich die Fachhochschule Salzburg sowie jenseits davon die S-Bahn-Haltestelle Puch-Urstein der Linie S3, mit welcher das Schloss in wenigen Minuten von den Städten Hallein und Salzburg aus erreichbar ist.
Nördlich des Schlossareals, jenseitig der Gebäude der Bildungseinrichtungen, befindet sich die Autobahnabfahrt Puch-Urstein und unmittelbar nordwestlich des Schlosses der Ursteinsteg, eine Fußgängerbrücke über die Salzach zum Halleiner Ortsteil Rif.